# The Comet (Great Escape)
The Comet in Great Escape (Queensbury, New York) ist eine hybride Holzachterbahn mit Stahlstruktur des Herstellers Philadelphia Toboggan Coasters mit der Seriennummer 112, die ursprünglich am 22. Mai 1948 in Crystal Beach (Ontario) eröffnet wurde. Dort fuhr sie bis zum 4. September 1989 und nutzte dabei einen Teil von Crystal Beach Cyclones Schienen. Am 26. Juni 1994 wurde sie schließlich in Great Escape wiedereröffnet.
Die 1279,2 m lange Strecke beschreibt ein klassisches Out-and-Back-Layout mit einer maximalen Höhe von 29 m, sowie einer Abfahrt von 26,5 m, auf der die Züge eine Geschwindigkeit von rund 88,5 km/h erreichen.

## Züge
The Comet besitzt zwei Züge mit jeweils vier Wagen. In jedem Wagen können sechs Personen (drei Reihen à zwei Personen) Platz nehmen. Die Fahrgäste müssen mindestens 1,22 m groß sein, um mitfahren zu dürfen. Als Rückhaltesystem kommen individuell einrastende Schoßbügel zum Einsatz.